# شپشک‌های شیره‌خوار
شپشک‌های شیره‌خوار (نام علمی: Aclerdidae) نام یک تیره از بالاخانواده شپشک است.